# Episodi de I Jefferson (quarta stagione)
La quarta stagione della serie televisiva I Jefferson è stata trasmessa dal 24 settembre 1977 al 4 marzo 1978 sul canale CBS.
| nº | Titolo originale                    | Titolo italiano | Prima TV USA      | Prima TV Italia |
| -- | ----------------------------------- | --------------- | ----------------- | --------------- |
| 1  | The Grand Opening: Part 1           |                 | 24 settembre 1977 |                 |
| 2  | The Grand Opening: Part 2           |                 | 24 settembre 1977 |                 |
| 3  | Once a Friend                       |                 | 1º ottobre 1977   |                 |
| 4  | George's Help                       |                 | 8 ottobre 1977    |                 |
| 5  | George's Legacy                     |                 | 15 ottobre 1977   |                 |
| 6  | Good News, Bad News                 |                 | 22 ottobre 1977   |                 |
| 7  | The Visitors                        |                 | 29 ottobre 1977   |                 |
| 8  | The Camp Out                        |                 | 5 novembre 1977   |                 |
| 9  | The Last Leaf                       |                 | 12 novembre 1977  |                 |
| 10 | Louise's New Interest               |                 | 19 novembre 1977  |                 |
| 11 | The Costume Party                   |                 | 26 novembre 1977  |                 |
| 12 | Florence Gets Lucky                 |                 | 3 dicembre 1977   |                 |
| 13 | George Needs Help                   |                 | 10 dicembre 1977  |                 |
| 14 | The Jefferson Curve                 |                 | 17 dicembre 1977  |                 |
| 15 | 984 W. 124th Street, Apt. 5C        |                 | 24 dicembre 1977  |                 |
| 16 | George and Whitty                   |                 | 7 gennaio 1978    |                 |
| 17 | Lionel Gets the Business            |                 | 14 gennaio 1978   |                 |
| 18 | The Blackout                        |                 | 21 gennaio 1978   |                 |
| 19 | Florence's Union                    |                 | 28 gennaio 1978   |                 |
| 20 | George and Jimmy                    |                 | 4 febbraio 1978   |                 |
| 21 | Thomas H. Willis & Co.              |                 | 11 febbraio 1978  |                 |
| 22 | Uncle George and Aunt Louise        |                 | 18 febbraio 1978  |                 |
| 23 | George and Louise in a Bind: Part 1 |                 | 25 febbraio 1978  |                 |
| 24 | George and Louise in a Bind: Part 2 |                 | 25 febbraio 1978  |                 |
| 25 | George and Louise in a Bind: Part 3 |                 | 25 febbraio 1978  |                 |
| 26 | Jenny's Thesis                      |                 | 4 marzo 1978      |                 |